# Mojmír Fadrný
Mojmír Fadrný (* 6. února 1947 Moravský Lačnov) je český agronom a též regionální historik, zabývající se zejména historií Svitavska, Moravskotřebovska a Kunštátska.

## Vzdělání, profese, rodina
Narodil se 6. února 1947 do zemědělské rodiny rodičům Aloisovi a Marii Fadrným v Moravském Lačnově (dnes součástí Svitav). Společně s bratry Pavlem a Jiřím prožili dětství v prostředí obce nově osidlované českým obyvatelstvem. V letech 1962–1966 absolvoval střední zemědělskou a technickou školu v Moravské Třebové. Poté nastoupil na dvouletou základní vojenskou službu v Nepomuku u Plzně, kde se stal v hodnosti četaře velitelem protiletadlového děla. Takřka celou profesní kariéru spojil s Ústředním kontrolním a zkušebním ústavem zemědělským v Hradci nad Svitavou, kde se stal hlavním referentem pro trávy, krmnou kapustu a pohanku. Významně se podílel na procesu schvalování řady pícních a trávníkových odrůd trav v České republice. Při zaměstnání studoval Agronomickou fakultu Vysoké školy zemědělské v Brně, kterou zakončil v roce 1989, kdy byl promován inženýrem.

## Místní historiografie
Od dětství projevoval velký zájem o historii. Zabýval se zejména raným osídlením českých zemí, historií českých šlechtických rodů, barokním sochařstvím a architekturou, českými legionáři za 1. světové války a 2. světovou válkou. Od počátku 90. let 20. století se intenzivně věnoval genealogii rodu Fadrný s posledním doloženým předkem v roce 1629. Příchod prvního předka rodu Fadrných na česká území ze severního Německa je pravděpodobně na základě srovnávacích DNA testů datován do 13. století. Dále zpracoval velké množství rodokmenů rodů pocházejících z Kunštátska.
Po ukončení profesní kariéry se začal naplno věnovat lokální historiografii Svitavska, Moravskotřebovska a Kunštátska. Jeho některá zjištění jsou podložena vlastním průzkumem, jako např. závěry o variantě trasy tzv. Trstenické stezky na Svitavsku, přepadení biskupa Jindřicha Zdíka na Svitavsku, podobě středověkého opevnění Svitav, detailním rozborem barokního sochařství na Svitavsku a Moravskotřebovsku či studiem díla a života blahoslaveného kněze Engelmara Unzeitiga. Významně se podílel na vzniku samostatné biografie o obci Hradec nad Svitavou.
V současné době[kdy?] připravuje biografii o rodné obci Moravský Lačnov. Rovněž se příležitostně věnuje přednáškové činnosti.